# Garuhapé
Garuhapé is een plaats in het Argentijnse bestuurlijke gebied Libertador General San Martín in de provincie Misiones. De plaats telt 8.259 inwoners.

## Externe link

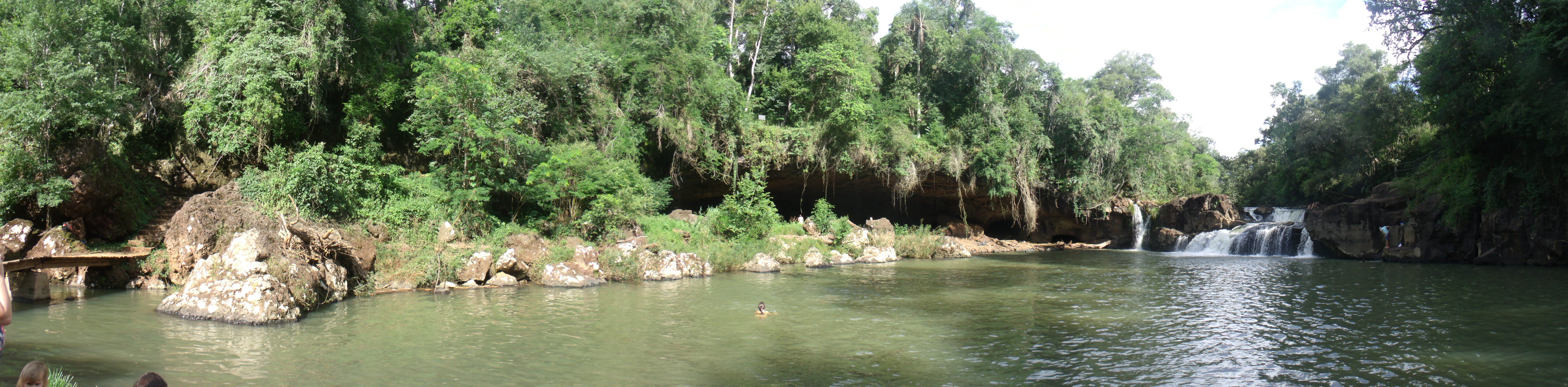
Rivier bij Garuhapé